# Lagorchestes conspicillatus
Lagorchestes conspicillatus là một loài động vật có vú trong họ Macropodidae, bộ Hai răng cửa. Loài này được Gould mô tả năm 1841.

## Hình ảnh

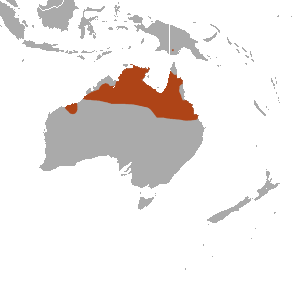
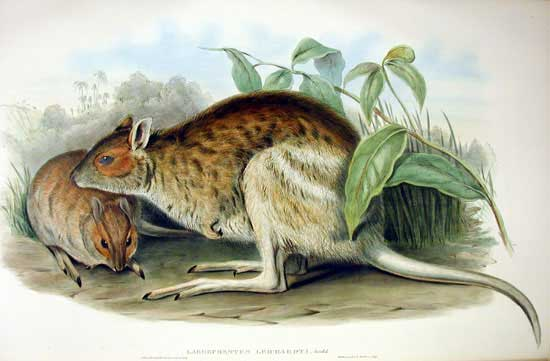
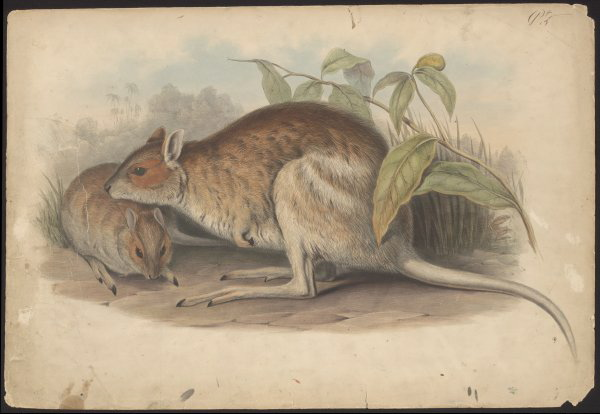